# Arremon torquatus
Arremon torquatus е вид птица от семейство Овесаркови (Emberizidae).

## Разпространение
Видът е разпространен в Аржентина, Боливия, Венецуела, Еквадор, Колумбия, Коста Рика, Панама и Перу.